# Lagotto Romagnolo
Der Lagotto Romagnolo (ital. für Wasserhund der Romagna) ist eine von der FCI anerkannte italienische Hunderasse (FCI-Gruppe 8, Sektion 3, Standard Nr. 298), die in ihrem Ursprungsgebiet zur Suche nach Trüffeln eingesetzt wird.

## Herkunft und Geschichtliches
Der Lagotto Romagnolo gehört zu den sehr alten Wasserhunderassen. Erwähnung findet der Lagotto bereits im 17. Jahrhundert. Die „Vallaroli“ (Lagunenjäger) setzten den Lagotto Romagnolo in Sumpf- und Morastgebieten ein. Seine Aufgabe war damals das Auffinden und Apportieren von geschossenem Wasserwild. Das für Wasserhunde typische, gekräuselte, leicht ölige Fell machte es möglich, unversehrt selbst im eiskalten Wasser zu arbeiten. Seit Ende des 19. Jahrhunderts nach der Urbarmachung der Feuchtgebiete wird die Rasse in der Romagna als Trüffelhund eingesetzt und zeigt üblicherweise kaum noch Jagdverhalten.
Der Name „Lagotto“ rührt daher sicherlich von seiner ursprünglichen Funktion als Wasserhund her. Im Dialekt der Romagna bedeutet „Càn Lagòt“ „Wasserhund“ oder „Hund mit lockigem Haar für die Jagd im Sumpfgebiet“.

## Beschreibung

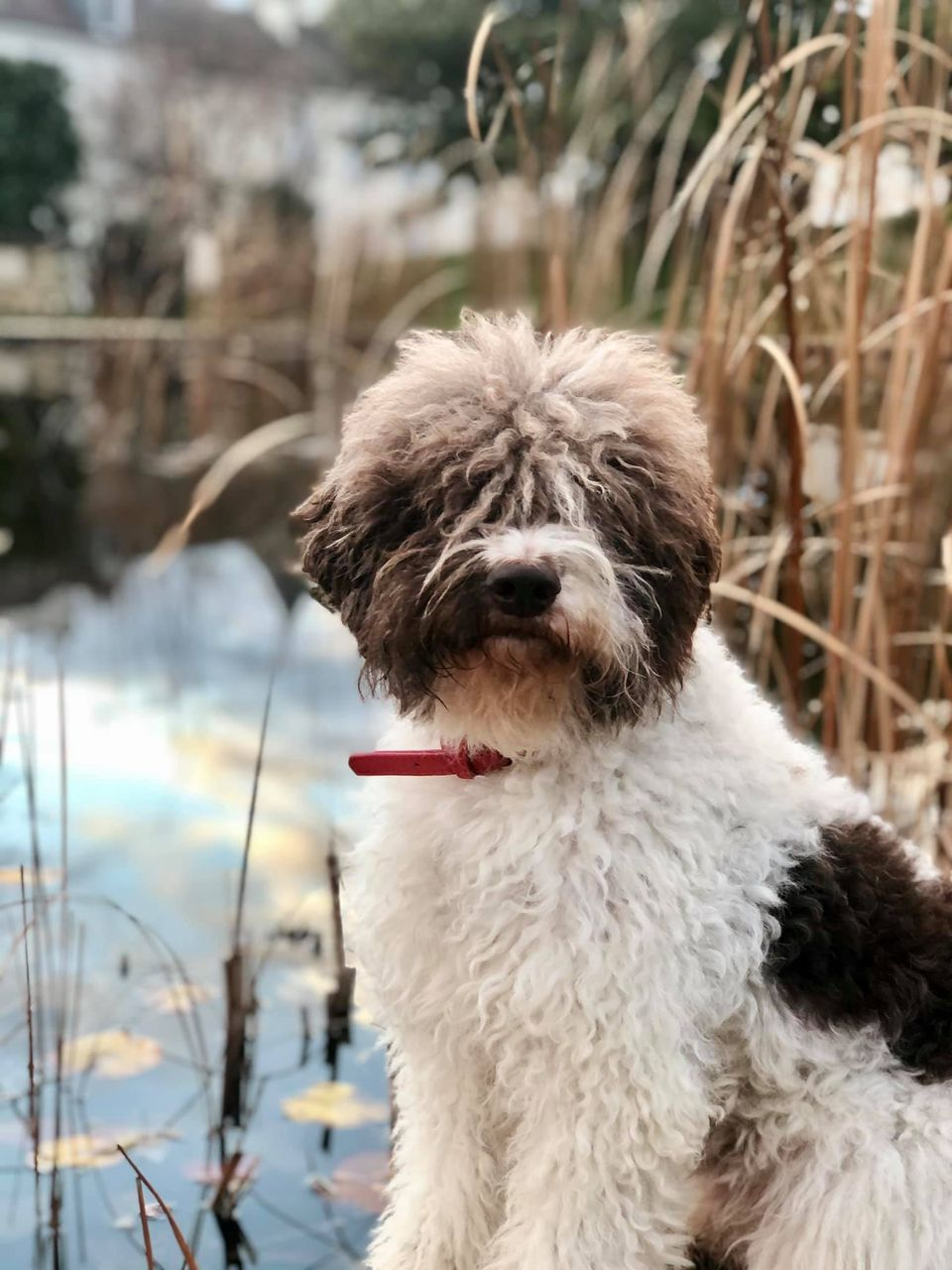
Neben einfarbig weißen oder braunen Tieren gibt es auch gescheckte Romagnolos

Der Lagotto wird bis zu 48 cm groß und 16 kg schwer, er ist ein wohl proportionierter (quadratischer), kräftig gebauter Hund. Sein Fell ist wollig, oberflächlich etwas rau, mit eng gerollten ringförmigen Locken. Das Fell des Lagotto Romagnolo kann vielfältig gefärbt sein: Einfarbig schmutzig-weiß, schmutzig-weiß mit braunen oder orangefarbenen Flecken, einfarbig braun in verschiedenen Abstufungen, einfarbig orangefarben oder braun geschimmelt, braune bis dunkelbraune Masken sind zulässig. Der Lagotto haart nicht.

## Wesen
Der Lagotto Romagnolo ist verspielt und temperamentvoll, verschmust, kameradschaftlich und loyal, sehr intelligent und scharfsinnig sowie arbeitseifrig. Neben körperlicher Auslastung will er auch geistig gefordert werden.

„Seine natürliche Begabung zum Revieren und sein ausgezeichneter Geruchssinn“ haben seinen Wandel zum Trüffelhund begünstigt. Nasen-Beschäftigung wie Schnüffelspiele oder auch ein Ehrenamt als Suchhund lasten ihn daher besonders artgerecht aus.
„Lagotti sind eine Aufgabe und Aufgaben erfordern Zeit, Ausdauer und Geduld. Wenn man ihnen aber entgegenkommt und ihre Art zu nehmen weiß, dann sind sie die wunderbarsten und einfachsten Hunde.“
Der Lagotto ist ein echter Charakterhund. Er ist ein sehr guter Begleit- und Wachhund sowie für verschiedene Hundesportarten gut geeignet. Er gilt im Allgemeinen als gut erziehbar, ist jedoch entgegen häufiger Aussagen kein Anfängerhund.
Der Rassestandard legt fest, dass der Jagdinstinkt „durch genetische Auslese modifiziert“ ist, sodass der Hund bei der Trüffelsuche „vom Wildgeruch nicht von seiner Aufgabe abgelenkt“ wird.

## Krankheiten
Die Rasse ist von einer autosomal-rezessiv vererbten Form der Epilepsie betroffen. Erste Anfälle treten meist zwischen der 5. und 9. Lebenswoche auf. Von 576 untersuchten Hunden der Rasse waren 32 % Anlageträger. Ein entsprechender Gentest steht zur Verfügung.
Eine weitere rassenspezifische Erkrankung ist die Lysosomale Speicherdefekt (LSK). Hierbei handelt es sich um eine neurodegenerative Erbkrankheit, die durch Punktmutation entstehen kann. Das Erkrankungsalter bei betroffenen Hunden variiert zwischen 4 Lebensmonaten und 4 Lebensjahren. Die Erkrankung geht mit Störungen der Bewegungskoordination, Nystagmus und unterschiedlich stark ausgeprägten Einschränkungen der Motorik einher.
Es handelt sich hierbei um einen autosomal-rezessiven Erbgang und kann mit einem entsprechenden Gentest erkannt werden. Unter 6 Prozent (myDogDNA) der Lagotti Romagnoli sind Anlageträger.